# The October Country
The October Country (1955) de Ray Bradbury este o colecție de 19 povestiri macabre. 

## Cuprins
The DwarfProprietarul unei săli de Oglinzi și un tânăr amator de carnaval observă un pitic care folosește oglinzile ca să pară mai înalt.
The Next in LineUn cimitir din Mexic are o politică macabră în ceea ce privește familiile care nu-și pot plăti înmormântările
The Watchful Poker Chip of H. Matisse
SkeletonUn om devine convins că scheletul lui iese afară din corp ca să-l ruineze și se consultă pe această temă cu un specialist neortodox.
The JarUn fermier sărac cumpără un borcan cu ceva plutind în el pentru douăsprezece de dolari si curând subiectul de conversație al orașului.
The LakeUn bărbat își vizitează locurile sale de origine și își reamintește de un prieten care s-a înecat într-un lac în perioada copilăriei.
The EmissaryUn băiat bolnav care nu pot merge afară are doar două conexiuni cu lumea, câinele său și o femeie care locuiește în vecinătate. Totuși vecina moare și câinele fuge inexplicabil.
Touched With FireDoi bătrâni au misiunea de a-i ajuta pe oamenii nefericiți. Ei încearcă, fără succes, să facă acest lucru cu o femeie dar povestea se termină sângeros. Acestă povestire a fost publicată pentru prima data sub titlul Shopping for Death.
The Small AssassinO femeie este convinsă că fiul ei nou-născut intenționează să o omoare.
The CrowdUn om descoperă ceva ciudat în legătură cu mulțimile care se adună în jurul accidentelor.
Jack-in-the-BoxUn băiat locuiește împreuna cu mama lui într-un vast conac mai retras. Ea îi spune că el va fi noul Dumnezeu după tatăl său, Dumnezeul original, care a fost ucis de fiarele de afară.
The ScytheUn om intra în posesia unei coase puternic și a unui câmp de grâu. El descoperă că sarcina de a culege (grâul) este mai mult decât vede cu ochii.
Uncle EinarUna din cele două povești din această colecție care include familia Elliot, o colecție de monștri și ființe nemuritoare. Această poveste se concentrează asupra unchiul Einar, care încercă să găsească o modalitate de a ajunge în cer după ce și-a rănit aripile.
The WindUn fost scriitor de literatură de călătorie se teme de moarte că vânturile din întreaga lume se adună ca să-l omoare.
The Man UpstairsUn băiat suspectează că omul care a închiriat camera de deasupra lui este mai mult decât un om.
There Was an Old WomanAcolo era o femeie bătrână care și-a înfruntat moartea de ani de zile. Moartea a păcălit-o într-o bună zi și i-a furat trupul, dar ea nu avea de gând ca să se oprească aici.
The CisternO femeie îi spune sorei sale cât de magic trebuie să fie tărâmul de sub canalizare, unde iubiții se reunesc în moarte, tortură și chin.
HomecomingPovestea principală o reprezintă familia Elliott. Ea prezintă revenirea acestei familii în casa lor ancestrală din Illinois pentru o adunare și este văzută prin ochii lui Timotei, un copil muritor lăsat la ușa lor, care tânjește să fie ca ei. Pe baza acestei povestiri scriitorul a realizat romanul din 2001 numit From the Dust Returned, care cuprinde și povestirea Unchiul Einar în narațiunea sa.
The Wonderful Death of Dudley StoneFanii urmăresc un scriitor care a ales să se retragă în izolare și să nu mai scrie, și obțin povestea sa.

## Legături externe
- en  Istoria publicării lucrării The October Country la Internet Speculative Fiction Database